# Старокуяновский сельсовет
Старокуяновский сельсове́т — упразднённая в 2008 году административно-территориальная единица и сельское поселение (тип муниципального образования) в составе Бакалинского района. Почтовый индекс — 452651. Код ОКАТО — 80207852000. Объединен с сельским поселением Бакалинский сельсовет.

## Состав сельсовета
сёла Старокуяново — административный центр и Токбердино

## История
Закон Республики Башкортостан от 19.11.2008 N 49-з «Об изменениях в административно-территориальном устройстве Республики Башкортостан в связи с объединением отдельных сельсоветов и передачей населённых пунктов», ст.1 п. 7) а) гласил:

 "объединить Бакалинский и Старокуяновский сельсоветы с сохранением наименования «Бакалинский» с административным центром в селе Бакалы.
Включить сёла Старокуяново, Токбердино Старокуяновского сельсовета в состав Бакалинского сельсовета.

Утвердить границы Бакалинского сельсовета согласно представленной схематической карте.

Исключить из учётных данных Старокуяновский сельсовет

## Географическое положение
На 2008 год граничил с муниципальными образованиями: Новокатаевский сельсовет, Килькабызовский сельсовет, Михайловский сельсовет, Ахмановский сельсовет, Бакалинский сельсовет («Закон Республики Башкортостан от 17.12.2004 N 126-з (ред. от 19.11.2008) „О границах, статусе и административных центрах муниципальных образований в Республике Башкортостан“»).